# Gustav Davis

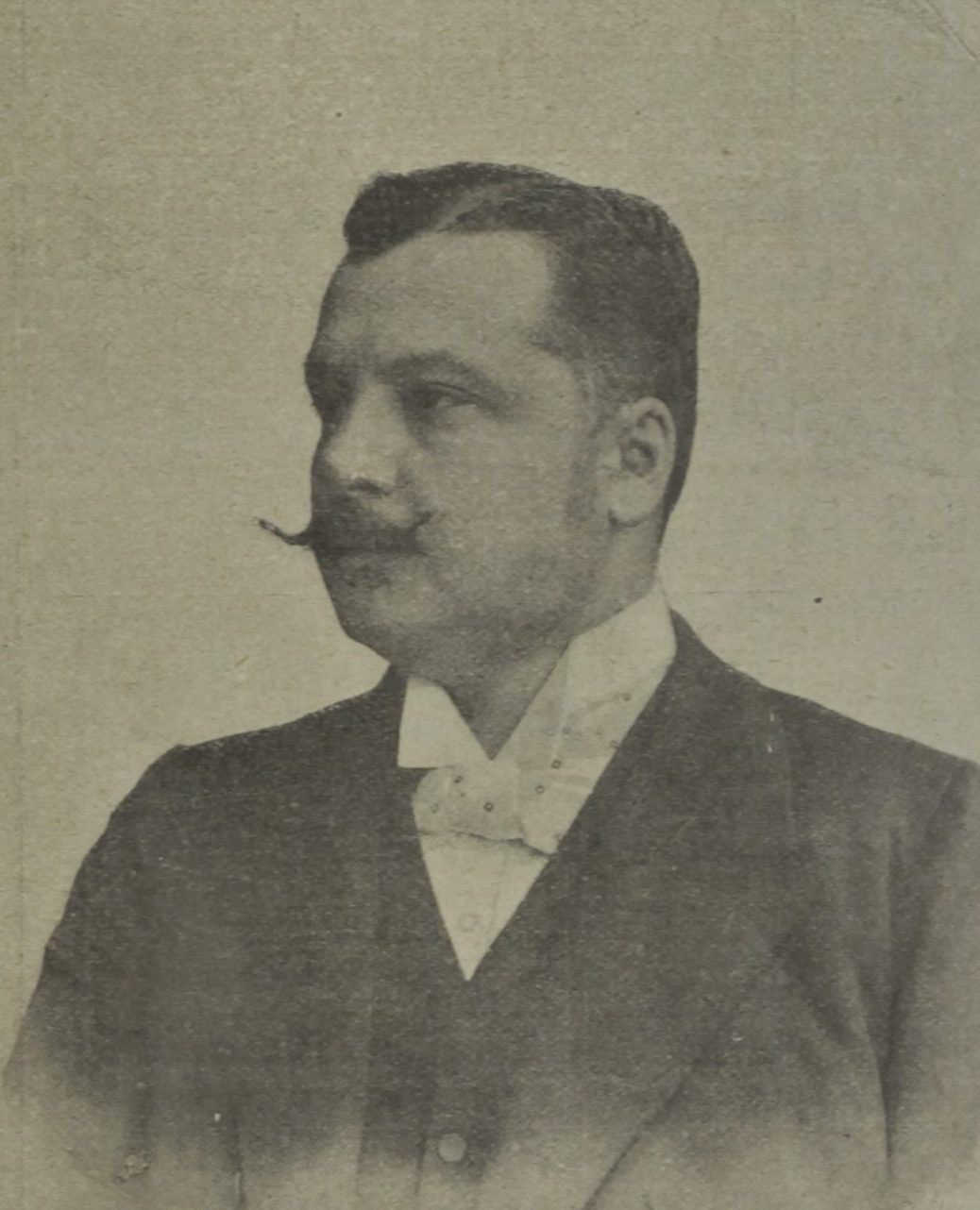
Gustav Davis, um 1902

Gustav Davis (* 3. März 1856 in Pressburg; † 21. August 1951 auf Gut Hohenlehen, Hollenstein an der Ybbs) war ein österreichischer Journalist, Zeitungsherausgeber und Dramatiker jüdischer Herkunft. Er wurde im Alter als Nestor der österreichischen Schriftsteller bezeichnet.

## Leben
Gustav Davis war das dritte Kind des Statthalterei-Sekretärs Joseph Dawid und dessen Ehefrau Maria (geb. Siegmund). Am 20. September 1892 heiratete Gustav Davis in der Wiener Votivkirche Karoline Winter.
Er begann eine Offizierslaufbahn, wurde aber dann Journalist und 1900 Herausgeber und Gründer der Kronenzeitung. Er schrieb unter dem Pseudonym G. Tannhofer. Das Blatt stieg innerhalb weniger Jahre zur auflagenstärksten Zeitung der k.u.k.-Monarchie auf. 1938 musste Davis die Leitung der Kronenzeitung abgeben.
Davis schrieb auch Theaterstücke wie Der Herrgott vom Grund oder Das Heiratsnest; bekannt wurde sein Lustspiel Katakomben (auch: Protektionskind), eine Paraderolle von Karl Skraup. Er verfasste auch Libretti, etwa zu den von Johann Strauss (Sohn) komponierten Operetten Waldmeister und Jabuka.
Anlässlich der Wiedereröffnung des Deutschen Volkstheaters nach dem Zweiten Weltkrieg am 10. Mai 1945 wurde Davis’ Stück Katakomben aufgeführt.
Gustav Davis starb am 21. August 1951 und wurde am 23. August auf dem Friedhof von Groß-Hollenstein beigesetzt.

## Ehrungen
- Ehrenmedaille der Bundeshauptstadt Wien (1951)[5]